# 三ヶ日町大谷
三ヶ日町大谷（みっかびちょうおおや）は静岡県浜松市浜名区の大字。住居表示未実施。

## 地理
浜松市浜名区の西部、三ヶ日地区の東部に位置する。東で細江町気賀及び三ヶ日町佐久米、西で三ヶ日町宇志、南で三ヶ日町駒場・三ヶ日町津々崎・三ヶ日町都筑、北で引佐町奥山及び三ヶ日町只木と接する。

### 河川
- 都筑大谷川
- 引佐川
- 槇田川

## 歴史

### 沿革
- 1889年（明治22年）4月1日 - 町村制の施行により、引佐郡大谷村が周辺の村と合併して敷知郡東浜名村となる[WEB 7]。旧村名は東浜名村の大字として残る[WEB 8]。
- 1896年（明治29年）4月1日 - 郡制の施行により、東浜名村の所属郡が浜名郡に変更となる。
- 1955年（昭和30年）4月1日 – 東浜名村が三ヶ日町と新設合併し、改めて三ケ日町となる。
- 2005年（平成17年）7月1日 – 三ケ日町外10市町村が浜松市に編入される。大字大谷から三ケ日町大谷へ住所表記が変更となる。
- 2007年（平成19年）4月1日 - 浜松市が政令指定都市となる。三ヶ日町大谷は北区の一部となる。
- 2024年（令和6年）1月1日 - 浜松市の行政区再編により、三ヶ日町大谷は浜名区の一部となる。

## 施設
- 臨済宗方広寺派 虎洞山 高栖寺
- 曹洞宗 大澤山 吉祥寺
- 大谷神明宮

## 交通

### バス
- 浜松市三ヶ日地域バス（三ヶ日オレンジふれあいバス）南線（浜松バスに委託）
  - 一敷、大谷公民館の停留所が設置されている。
  - 総合福祉センターを起終点として便によってルートが異なる。

### 道路
- 静岡県道308号鳳来三ヶ日線
- 浜松市道三ヶ日大谷引佐峠線（オレンジロード）
- 浜松市道三ヶ日宇志大谷線（オレンジロード）

## その他

### 学区
小学校・中学校の学区は以下の通りである。
- 浜松市立三ヶ日東小学校
- 浜松市立三ヶ日中学校

### 警察
警察の管轄区域は以下の通りである。
| 番・番地等 | 警察署     | 交番・駐在所 |
| ---------- | ---------- | ------------ |
| 全域       | 細江警察署 | 三ヶ日町交番 |

### 消防
消防の管轄区域は以下の通りである。
| 番・番地等 | 消防署   | 本署/出張所  |
| ---------- | -------- | ------------ |
| 全域       | 北消防署 | 三ヶ日出張所 |

### WEB
1. ↑  “h02_22.csv”.   総務省 (2022年2月10日). 2024年10月17日閲覧。
2. ↑  “静岡県浜松市北区三ヶ日町大谷 (221350430)｜国勢調査町丁・字等別境界データセット”.   人文学オープンデータ共同利用センター. 2024年11月6日閲覧。
3. ↑  “静岡県 浜松市浜名区 三ヶ日町大谷の郵便番号 - 日本郵便”.   日本郵便. 2024年11月10日閲覧。
4. ↑  “市外局番の一覧”.   総務省 (2022年3月1日). 2024年10月17日閲覧。
5. ↑  “事業所案内及び管轄地域（事務所3件、分室3件）”.   一般社団法人静岡県自動車会議所. 2024年10月17日閲覧。
6. ↑  “住居表示実施状況／浜松市”.   浜松市 (2024年1月4日). 2024年10月17日閲覧。
7. ↑  “historyofcities.pdf”.   静岡県総務部合併推進室・財団法人静岡県市町村振興協会. 2024年10月17日閲覧。
8. ↑  “解説ページ”.   株式会社エア. 2024年10月17日閲覧。
9. ↑  “学校名から探す／浜松市”.   浜松市 (2024年1月1日). 2024年10月17日閲覧。
10. ↑  “三ヶ日町交番｜静岡県警察”.   静岡県警察 (2024年10月1日). 2024年10月17日閲覧。
11. ↑  “消防署の町別管轄「み」／浜松市”.   浜松市 (2024年3月21日). 2024年10月17日閲覧。